# 中田歩夢
中田 歩夢（なかた あゆむ、2004年6月27日 - ）は、青森県弘前市出身のプロ野球選手（内野手・育成選手）。右投右打。読売ジャイアンツ所属。

## 経歴

### プロ入り前
小学校3年から福村ガッツで野球を始め、弘前市立東中学校では軟式野球部に所属。高校は東奥義塾高等学校に進学し、1年夏からベンチ入りしたが、甲子園に出場することはできなかった。
2022年10月20日に行われたプロ野球ドラフト会議において、読売ジャイアンツから育成ドラフト4位指名を受け、11月13日、支度金290万円、年俸360万円（金額は推定）で仮契約を結んだ。背番号は002。担当スカウトは円谷英俊。

### 巨人時代
2023年は主に三軍戦に出場。二軍のイースタン・リーグでは5試合の出場で3打数1安打の成績だった。10月の秋季キャンプでは一軍メンバーに抜擢された。
2024年は、那覇での春季2次キャンプから一軍に合流すると、実戦6試合で8打数2安打2打点を記録し、3月6日に支配下登録されることが発表された。背番号は95。推定年俸は420万円となった。5月のJABA選抜新潟大会（三軍出場）で、中田が決勝ソロ本塁打を打つなどチームは2017年以来の優勝となり、最高殊勲選手賞に選出された。二軍では91試合に出場して打率.196、1本塁打、15打点に終わり、一軍昇格は果たせなかった。オフの10月26日に育成再契約を前提とした自由契約が通告された。11月19日、育成選手として契約を更改し、背番号は002に戻った。

## 選手としての特徴
高校通算23本塁打、球界トップクラスとなる遠投120mの強肩が特徴の内野手。投手としては最速148km/hを計測したことがある。巨人監督の阿部慎之助は中田の守備力について「一軍のメンバーといても守備は遜色ない」と評する。

## 詳細情報

### 背番号
- 002（2023年[4] - 2024年3月5日、2025年[13] - ）
- 95（2024年3月6日[6] - 同年終了）